# IC 2489
IC 2489 је ознака објекта на координатама са ректансцензијом 9h 30m 36,6s и деклинацијом - 5° 53" 13'. Каснијим посматрањима на том положају није уочен никакав астрономски објекат.